# ベン・ロズウェル
ベン・ロズウェル（Ben Rothwell、1981年10月17日 - ）は、アメリカ合衆国の男性総合格闘家。ウィスコンシン州ケノーシャ出身。ロズウェルMMA / ルーファスポーツ所属。現BKFCヘビー級王者。

## 来歴
ノルウェー人とアイルランド人家系の両親に生まれる。6歳のときに脊柱髄膜炎を発症、昏睡状態に陥り、一時は目が見えなくなる重症で、病気と治療の影響で肥満になりやすい体質になった。
19歳の時に飲酒運転の交通事故に巻き込まれ、一緒にいた友人が死亡、ロズウェルも頭部に大怪我を負うが、この事故がきっかけでロズウェルは人生に目標を持つようになった。
2001年1月6日、プロ総合格闘技デビュー。
2005年1月23日、初出場となったシュートボクシングでノブ・ハヤシと対戦し、3-0の判定勝ちを収めた。
2006年3月3日、Gracie FCでダン・ボビッシュと対戦し、膝蹴りでKO勝ちを収めた。
2006年4月からはIFLに参戦。パット・ミレティッチ率いるクアッドシティズ・シルバーバックスに所属した。
2007年4月7日、IFLでロイ・ネルソンと対戦し、2-1の判定勝ち。 
2007年9月20日、シーズン最終戦で元UFC世界ヘビー級王者のリコ・ロドリゲスに判定勝ちし、13連勝（IFL9連勝）を挙げた。
2008年7月19日、Affliction: Bannedでアンドレイ・アルロフスキーと対戦し、3Rに右アッパーでKO負けを喫した。
2009年8月1日、Affliction: Trilogyでチェイス・ゴームリーと対戦予定であったが、大会が中止となり試合が消滅した。

### UFC
2009年10月24日、UFC初出場となったUFC 104でケイン・ヴェラスケスと対戦し、2RTKO負け。
2010年2月20日のUFC 110でミルコ・クロコップと対戦予定であったが、試合地に到着後、ウイルス性胃腸炎のため急遽欠場となった。
2012年4月21日、UFC 145でブレンダン・シャウブと対戦し、左フックでダウンを奪うと追撃のパウンドで1RKO勝ち。ノックアウト・オブ・ザ・ナイトを受賞した。
2013年8月31日、UFC 164でブランドン・ヴェラと対戦し、3RTKO勝ち。試合後に薬物検査の結果で許容値を超えたテストステロン値の上昇が検出された事が発表された。ロズウェルが試合前にテストステロン補充療法の許可を申請していたため、ウィスコンシン州アスレチック・コミッションは出場停止などの処分は科さずに警告を出したのみだったが、UFCが独自にロズウェルに9か月間の出場停止処分を科した。
2014年9月5日、UFC Fight Night: Jacare vs. Mousasiでヘビー級ランキング7位のアリスター・オーフレイムと対戦し、パウンドでTKO勝ち。パフォーマンス・オブ・ザ・ナイトを受賞した。
2015年6月6日、UFC Fight Night: Boetsch vs. Hendersonでヘビー級ランキング13位のマット・ミトリオンと対戦し、ゴゴチョーク（ノーアームギロチン）で一本勝ち。
2016年1月30日、UFC on FOX 18でヘビー級ランキング8位のジョシュ・バーネットと対戦し、タックルに来たジョシュの首を捕まえ、ゴゴチョークで一本勝ち。パフォーマンス・オブ・ザ・ナイトを受賞した。ジョシュからキャリア初の一本負けを奪った。
2016年4月10日、UFC Fight Night: Rothwell vs. dos Santosでヘビー級ランキング5位のジュニオール・ドス・サントスと対戦し、0-3の5R判定負け。
2017年3月7日、同年の2月6日と2月15日に実施された競技外の抜き打ち検査でロズウェルにアンチ・ドーピング規則違反があった事が発表される。ロズウェルは医師によってテストステロンが処方され、投与されたことを証明する医療記録を提出したが、米国アンチドーピング機関（USADA）は治療使用特例（TUE）の適用基準を満たしていないとして却下し、2018年4月6日に調査と裁定を完了した米国アンチドーピング機関（USADA）は、ロズウェルのアンチ・ドーピング規則違反がアナボリック・アンドロゲン・ステロイドの陽性反応検出だった事を公表し、ロズウェルに2年間の出場停止処分を科した。
2019年3月9日、UFC Fight Night: Lewis vs. dos Santosでヘビー級ランキング15位のブラゴイ・イワノフと対戦し、0-3の判定負け。
2019年11月7日、UFC on ESPN: Overeem vs. Rozenstruikでステファン・ストルーフェと対戦。ロズウェルのキックが偶発的に2度ストルーフェの下腹部へ入ったためローブローで1点減点されたものの、再開後にスタンドパンチ連打でダウンを奪いパウンドで2RTKO勝ち。
2022年5月21日、UFC Fight Night: Holm vs. Vieiraでアレクサンダー・グスタフソンと対戦予定であったが、3月末にロズウェルがUFCにリリースを要求し、UFCが要求を認めリリースされた。

### BKFC
2022年4月25日、BKFCと契約した。
2025年1月25日、BKFC: Knuckle Mania 5のBKFCヘビー級タイトルマッチで王者のミック・テリルに挑戦し、1R序盤に右フックでKO勝ちを収め王座を獲得した。

## 人物・エピソード
- ウィスコンシン州ケノーシャで妻と共に格闘技だけでなくヨガやセルフディフェンスなどが学べるジム「ロズウェルMMA」を開いている。

## 戦績

### 総合格闘技
| 総合格闘技 戦績 | 総合格闘技 戦績 | 総合格闘技 戦績 | 総合格闘技 戦績 | 総合格闘技 戦績 | 総合格闘技 戦績 | 総合格闘技 戦績 |
| --------------- | --------------- | --------------- | --------------- | --------------- | --------------- | --------------- |
| 53 試合         | (T)KO           | 一本            | 判定            | その他          | 引き分け        | 無効試合        |
| 39 勝           | 21              | 14              | 4               | 0               | 0               | 0               |
| 14 敗           | 5               | 2               | 7               | 0               | 0               | 0               |

| 勝敗 | 対戦相手                       | 試合結果                           | 大会名                                                                      | 開催年月日     |
| ×    | マルコス・ホジェリオ・デ・リマ | 1R 0:32 TKO（スタンドパンチ連打）  | UFC Fight Night: Holloway vs. Rodríguez                                     | 2021年11月13日 |
| ○    | クリス・バーネット             | 2R 2:07 ギロチンチョーク           | UFC Fight Night: Font vs. Garbrandt                                         | 2021年5月22日  |
| ×    | マルチン・ティブラ             | 5分3R終了 判定0-3                  | UFC Fight Night: Moraes vs. Sandhagen                                       | 2020年10月11日 |
| ○    | オヴィンス・サンプルー         | 5分3R終了 判定2-1                  | UFC Fight Night: Smith vs. Teixeira                                         | 2020年5月13日  |
| ○    | ステファン・ストルーフェ       | 2R 4:57 TKO（パウンド）            | UFC on ESPN 7: Overeem vs. Rozenstruik                                      | 2019年11月7日  |
| ×    | アンドレイ・アルロフスキー     | 5分3R終了 判定0-3                  | UFC on ESPN 4: dos Anjos vs. Edwards                                        | 2019年7月20日  |
| ×    | ブラゴイ・イワノフ             | 5分3R終了 判定0-3                  | UFC Fight Night: Lewis vs. dos Santos                                       | 2019年3月9日   |
| ×    | ジュニオール・ドス・サントス   | 5分5R終了 判定0-3                  | UFC Fight Night: Rothwell vs. dos Santos                                    | 2016年4月10日  |
| ○    | ジョシュ・バーネット           | 2R 3:48 ゴゴチョーク               | UFC on FOX 18: Johnson vs. Bader                                            | 2016年1月30日  |
| ○    | マット・ミトリオン             | 1R 1:54 ゴゴチョーク               | UFC Fight Night: Boetsch vs. Henderson                                      | 2015年6月6日   |
| ○    | アリスター・オーフレイム       | 1R 2:19 TKO（右フック→パウンド）   | UFC Fight Night: Jacare vs. Mousasi                                         | 2014年9月5日   |
| ○    | ブランドン・ヴェラ             | 3R 1:54 TKO（パウンド）            | UFC 164: Henderson vs. Pettis                                               | 2013年8月31日  |
| ×    | ガブリエル・ゴンザーガ         | 2R 1:01 ギロチンチョーク           | UFC on FX 7: Belfort vs. Bisping                                            | 2013年1月19日  |
| ○    | ブレンダン・シャウブ           | 1R 1:10 KO（左フック→パウンド）    | UFC 145: Jones vs. Evans                                                    | 2012年4月21日  |
| ×    | マーク・ハント                 | 5分3R終了 判定0-3                  | UFC 135: Jones vs. Rampage                                                  | 2011年9月24日  |
| ○    | ギルバート・アイブル           | 5分3R終了 判定3-0                  | UFC 115: Liddell vs. Franklin                                               | 2010年6月12日  |
| ×    | ケイン・ヴェラスケス           | 2R 0:58 TKO（スタンドパンチ連打）  | UFC 104: Machida vs. Shogun                                                 | 2009年10月24日 |
| ○    | クリス・ギーエン               | 1R 3:40 ギブアップ（肘打ち）       | Adrenaline MMA 2                                                            | 2008年12月11日 |
| ×    | アンドレイ・アルロフスキー     | 3R 1:13 KO（スタンドパンチ連打）   | Affliction: Banned                                                          | 2008年7月19日  |
| ○    | リコ・ロドリゲス               | 4分3R終了 判定3-0                  | IFL: 2007 Team Championship Final                                           | 2007年9月20日  |
| ○    | クシシュトフ・ソシンスキー     | 1R 0:13 TKO（パンチ連打）          | IFL: 2007 Semifinals                                                        | 2007年8月2日   |
| ○    | トラビス・フルトン             | 2R 3:11 チキンウィングアームロック | IFL: Chicago                                                                | 2007年5月19日  |
| ○    | ロイ・ネルソン                 | 4分3R終了 判定2-1                  | IFL: Moline                                                                 | 2007年4月7日   |
| ○    | マット・トンプソン             | 2R 1:47 TKO（パンチ連打）          | IFL: Houston                                                                | 2007年2月2日   |
| ○    | デヴィン・コール               | 1R 3:16 KO（ハイキック）           | IFL: Championship Final                                                     | 2006年12月29日 |
| ○    | ヴォイテク・カショウスキー     | 1R 3:14 V1アームロック             | IFL: World Championship Semifinals                                          | 2006年11月2日  |
| ○    | ブライアン・ヴェッテル         | 1R 3:17 KO（パンチ）               | IFL: Gracie vs. Miletich                                                    | 2006年9月23日  |
| ○    | クシシュトフ・ソシンスキー     | 1R 3:59 TKO（パンチ連打）          | IFL: Legends Championship 2006                                              | 2006年4月29日  |
| ○    | ダン・ボビッシュ               | 1R 4:20 KO（膝蹴り）               | Gracie FC: Team Gracie vs. Team Hammer House                                | 2006年3月3日   |
| ○    | ジョーイ・スミス               | 1R ギブアップ（パンチ連打）        | ISCF: Gladiators X                                                          | 2006年2月24日  |
| ○    | ドン・リチャード               | 1R 3:32 TKO（パンチ連打）          | KOTC: Conquest                                                              | 2005年12月3日  |
| ○    | アラン・ウェイカート           | 1R 3:45 TKO（パンチ連打）          | NAAFS: Fight Night in the Flats 1                                           | 2005年9月17日  |
| ×    | ダン・クリスティソン           | 3R 0:57 チキンウィングアームロック | Euphoria: USA vs. World                                                     | 2005年2月26日  |
| ○    | ジョナサン・ウィーゾック       | 1R 1:09 TKO（パンチ連打）          | Euphoria: Road to the Titles                                                | 2004年10月15日 |
| ○    | マット・ベアー                 | 1R 2:57 ギブアップ（打撃）         | Ultimate Throwdown                                                          | 2004年7月16日  |
| ×    | カーロス・バヘット             | 1R KO（ハイキック）                | Heat FC 1: Genesis                                                          | 2003年7月31日  |
| ○    | ロイス・ローク                 | 1R TKO（カット）                   | Freestyle Combat Challenge 11                                               | 2003年6月28日  |
| ×    | イブラヒム・マゴメドフ         | 1R 10:00 TKO（棄権）               | M-1 MFC: Russia vs. The World 4                                             | 2002年11月15日 |
| ○    | トラビス・フルトン             | 1R 5:00 ギブアップ（負傷）         | Freestyle Combat Challenge 8                                                | 2002年10月4日  |
| ○    | ジョナサン・アイビー           | 1R 1:14 TKO（カット）              | USMMA 2: Ring of Fury 【USMMAヘビー級王座決定戦】                           | 2002年9月21日  |
| ×    | マイク・ホワイトヘッド         | 5分2R終了 判定0-3                  | SuperBrawl 24: Return of the Heavyweights 2 【ヘビー級トーナメント 準決勝】 | 2002年4月27日  |
| ○    | ケリー・ショール               | 2R 2:10 TKO（首の負傷）            | SuperBrawl 24: Return of the Heavyweights 2 【ヘビー級トーナメント 2回戦】  | 2002年4月27日  |
| ○    | カーティス・クロフォード       | 1R 1:03 前腕チョーク               | SuperBrawl 24: Return of the Heavyweights 1 【ヘビー級トーナメント 1回戦】  | 2002年4月26日  |
| ○    | マイク・プリースト             | 1R ギブアップ（負傷）              | Freestyle Combat Challenge 7                                                | 2002年3月23日  |
| ○    | マイク・ラドノフ               | 1R 5:54 TKO（カット）              | Extreme Challenge 46                                                        | 2002年2月16日  |
| ○    | ケリー・ショール               | 1R 7:29 ギブアップ（脚の骨折）     | Extreme Challenge 46                                                        | 2002年2月16日  |
| ○    | マイク・マーシャレック         | 1R 0:38 TKO（パンチ連打）          | Freestyle Combat Challenge 6                                                | 2002年1月5日   |
| ○    | スティーブ・ハットソン         | 1R 3:35 肩固め                     | Silverback Classic 8: Fight Night                                           | 2001年11月10日 |
| ×    | ティム・シルビア               | 5分3R終了 判定0-3                  | Extreme Challenge 42                                                        | 2001年8月24日  |
| ○    | ビル・ビリングトン             | 1R 1:07（膝蹴り）                  | Iowa Challenge 2                                                            | 2001年8月11日  |
| ○    | ダレン・ブロック               | 1R 0:16 KO（パンチ）               | Dangerzone: Auburn                                                          | 2001年4月28日  |
| ○    | アンソニー・ファーガソン       | 1R 1:00 TKO（パンチ連打）          | Dangerzone: Auburn                                                          | 2001年4月28日  |
| ○    | ロブ・シンクル                 | 1R 0:21 TKO（タオル投入）          | Freestyle Combat Challenge 3                                                | 2001年1月6日   |

### キックボクシング
| 勝敗 | 対戦相手     | 試合結果       | 大会名                                | 開催年月日    |
| ○    | ノブ・ハヤシ | 3R終了 判定3-0 | SHOOT BOXING 2005 GROUND ZERO FUKUOKA | 2005年1月23日 |

### ベアナックル・ボクシング
- 4戦 4勝（4KO）無敗

| 勝敗 | 対戦相手               | 試合結果      | 大会名                                               | 開催年月日    |
| ○    | ミック・テリル         | 1R 0:36 KO    | BKFC: Knuckle Mania 5 【BKFCヘビー級タイトルマッチ】 | 2025年1月25日 |
| ○    | トッド・ダフィー       | 1R 0:43 TKO   | BKFC: Knuckle Mania 4                                | 2024年4月27日 |
| ○    | ジョシュ・コープランド | 3R 終了時 TKO | BKFC 41                                              | 2023年4月29日 |
| ○    | ボボ・オバノン         | 1R 0:19 KO    | BKFC 30                                              | 2022年10月1日 |

## 獲得タイトル
- 初代USMMAヘビー級王座（2002年）
- 第7代BKFCヘビー級王座（2025年）

## 表彰
- UFC ノックアウト・オブ・ザ・ナイト（1回）
- UFC パフォーマンス・オブ・ザ・ナイト（2回）